# Trebatius Testa
Pour les articles homonymes, voir Testa.
Caius Trebatius Testa est un jurisconsulte romain du Ier siècle av. J.-C.

## Biographie
Issu d'une famille originaire de Vélia, il est protégé par Cicéron, qui correspond fréquemment avec lui.
Durant la Guerre des Gaules, en avril 54 av. J.-C., Cicéron, qui avait relevé le manque de bons juristes dans l'entourage de Jules César, recommande Trebatius  à ce dernier en lui vantant sa connaissance du droit civil, un moyen pour Cicéron d'avoir un informateur dans l'entourage de César, et pour Trebatius, l'occasion de faire fortune. Au camp de César, Trebatius reste en contact par lettre avec Cicéron, et n'apprécie pas beaucoup la vie de soldat. Il refuse le poste de tribun militaire qui lui aurait donné une expérience du commandement,  César lui en accorde néanmoins la solde. Puis il refuse ensuite de participer à l'expédition en Bretagne, mais il finit par faire partie des conseillers de César au camp de Samarobriva. De là, il est envoyé en mission auprès de Titus Labienus qui hiverne chez les Trevires. Après quatorze mois en Gaule, Trebatius est devenu un des proches de César.
Trebatius Testa suit le parti de César durant la guerre civile, et joue les intermédiaires auprès des hésitants pour obtenir ralliement ou neutralité. Il écrit plusieurs fois à Cicéron qui le croit encore du côté des hommes de bien, c'est-à-dire des républicains. Selon Plutarque, il l’informe que César souhaite son ralliement, ou à défaut qu’il se retire en Grèce vivre tranquillement en dehors du conflit. Trebatius approche aussi Servius Sulpicius Rufus, juriste comme lui, ancien consul et modéré.
Lorsque César est installé au pouvoir à Rome, Trebatius est de son entourage immédiat.  Suétone mentionne qu'il se tient au côté de César lorsqu’en 44 une délégation de sénateurs vient lui décerner les plus grands honneurs, et qu'il conseille à César de se lever à leur approche. 
En 44 après la mort de César, Cicéron rédige pour Trebatius ses  Topica, un traité d’explications rhétoriques appliquées au domaine juridique. Ultérieurement, c'est à Trebatius qu'Horace adresse sa 1e satire du livre II, en mettant en scène plaisamment un Trebatius qui lui demande de cesser d'écrire des vers, ou sinon de chanter les actions de l'invincible César.
Trebatius Testa jouit de la plus haute réputation comme juriste sous Auguste, qui le consulte sur les points de droit. Il compte parmi ses disciples Labéon et écrit divers traités sur le droit et un ouvrage en dix livres Des pratiques religieuses, cité par Macrobe sur la définition du « profane » et du « sacré » (aujourd'hui perdus). Beaucoup de ses décisions font jurisprudence dans les textes de Gaius et se retrouvent dans les Pandectes (autrement appelés code Justinien).